# Srilankametrus
Genre
Srilankametrus est un genre de scorpions de la famille des Scorpionidae.

## Distribution
Les espèces de ce genre se rencontrent au Sri Lanka et en Inde au Tamil Nadu et dans le Territoire de Pondichéry.

## Liste des espèces
Selon The Scorpion Files (20/11/2020) :
- Srilankametrus caesar (C. L. Koch, 1841)
- Srilankametrus couzijni Prendini & Loria, 2020
- Srilankametrus gravimanus (Pocock, 1894)
- Srilankametrus indus (de Geer, 1778)
- Srilankametrus pococki Prendini & Loria, 2020
- Srilankametrus serratus (Pocock, 1900)
- Srilankametrus yaleensis (Kovařík, Ranawana, Jayarathne, Hoferek & Šťáhlavský, 2019)

## Publication originale
- Couzijn, 1978 : « The method of polythetic analysis applied to a source of taxonomic difficulty: the genus Heterometrus H. and E., 1828 (Scorpionidae). » Symposium of the Zoological Society of London, vol. 42, p. 327–333.